# Сліпий електричний скат Айсона
Сліпий електричний скат Айсона (Typhlonarke aysoni) — вид скатів з роду Сліпий електричний скат з родини Наркові. Назва походить від Лейка Айсона, голови експедиції, що першою виловила цього ската. Інша назва «звичайний сліпий електричний скат».

## Опис
Загальна довжина досягає 38 см. Голова сплощена. Очі повністю приховані під шкірою й не діють як орган зору. Позаду очей розташовані бризкальця. Під головою розташовані електричні органи. Зуби розташовані у передній частині щелеп. Має 5 зябрових щілин. Тулуб сплощений. Грудні плавці невеликі завдовжки, проте доволі широкі. Хвіст короткий та товстий. Спинна сторона темна, а черевна — бежева.

## Спосіб життя
Мешкає на глибинах від 46 до 800 м. Це доволі повільний скат. Більшу частину життя проводить на дні, зарившись у ґрунт. Живиться плоскими червами — цестодами. Розряди цього ската вельми чутливі і неприємні для людини, випадково взяв живу рибу в руки.
Даний скат яйцеживородний. Самиця народжує до 4 дитинчат завдовжки 10 см.

## Розповсюдження
Мешкає у водах Нової Зеландії.